# テレビ山口
テレビ山口株式会社（テレビやまぐち）は、山口県全域を放送対象地域とし、テレビジョン放送事業を行っている特定地上基幹放送事業者である。略称はtys（Television Yamaguchi Broadcasting Systems Co., Ltd.）。

## 概要
1970年（昭和45年）4月1日に開局した、山口県で2番目（テレビ専業としては初）の民間放送局。受信可能なエリアは山口県全域と福岡県、島根県、広島県、愛媛県、大分県の一部。
開局当初から宇部興産（現・UBE）が深く関与していた（初代社長は当時宇部興産社長だった中安閑一が兼務、その後の社長も宇部興産の幹部経験者である）が、本業の経営悪化により保有株を大量に売却。その株の大半を山口トヨタ自動車が引き受け、役員を送り込む（現社長の齋藤宗房は山口トヨタ自動車の社長でもある）。なお、現在も宇部興産→UBEは山口トヨタ自動車に次ぎ、キー局の放送持株会社であるTBSホールディングス (TBSHD) と並ぶ大株主であり、役員等を派遣している。また、毎日新聞社も大株主の1つであり、山口トヨタ・宇部興産・TBSHD・毎日新聞社の4社で議決権ベースの過半数の株式を保有する。
一方、山口県で当時存在した地元新聞は、防長新聞が合名会社で経営規模が小さく（その後1978年（昭和53年）に廃刊）、山口新聞もみなと新聞（水産業専門紙）の傘下で設立されて間がないことから、いずれも出資を見送った。このため、JNNの原則である地元新聞社の後援を満たすことができず、地元側は広範な業種の企業が後援し、新聞資本は全国紙・広域紙から毎日新聞・読売新聞・産経新聞が関与することになった。
tysでは無給電中継装置（反射板）を使うという全国でも珍しい送信方法を取っている。もともと、本社・演奏所を置くにあたっていくつかの候補地があり、湯田温泉付近も候補地の1つであった。この場合、電波に関しては特に支障はなかったが面積の確保が問題となり、市中心部から南に外れた大内御堀地区に決定した。ところがtysの本社から送信所のある大平山（防府市）に電波を送ろうとする場合、通常の高さだと稜線などの影響を受けやすくなりUHFの電波特性上、画の乱れのもとになってしまう。かといって、クリアに送ろうとすると、鉄塔を高くしなければならず、コストがかかる。そのため、当時の技術担当は大平山と反対方向の高い山である「姫山」に反射板を設置することにした。本社の電波塔からそこに電波を送って反射させ、それを大平山送信所に送っている（この記事内にある社屋の画像に小さいが、反射板を見ることができる）。
かつては産経新聞も株式を保有し、フジネットワーク（FNS）に加盟していた（1987年（昭和62年）まで、詳細は後述）。また、読売新聞大阪本社とも資本関係がある（下記参照）。
子会社に、映像制作等を手がける 株式会社tysビジョン がある（1981年（昭和56年）設立）。
山口県央部をエリアとするケーブルテレビ局の山口ケーブルビジョン (C-able) とは、同じ山口トヨタ自動車傘下ということもあり、番組の共同制作を行ったことがある。
1994年（平成6年）「山口県ふるさとCM大賞」を開始。全国各地で行われるようになった「ふるさとCM大賞」の先駆けとなった。
創業50周年記念事業として本社社屋の全面改築を行い、2019年（平成31年）3月に完工式を行った。旧社屋隣に建設された、延床面積4,200m3、鉄骨造り3階建の建物で、工事は竹中工務店が担当。

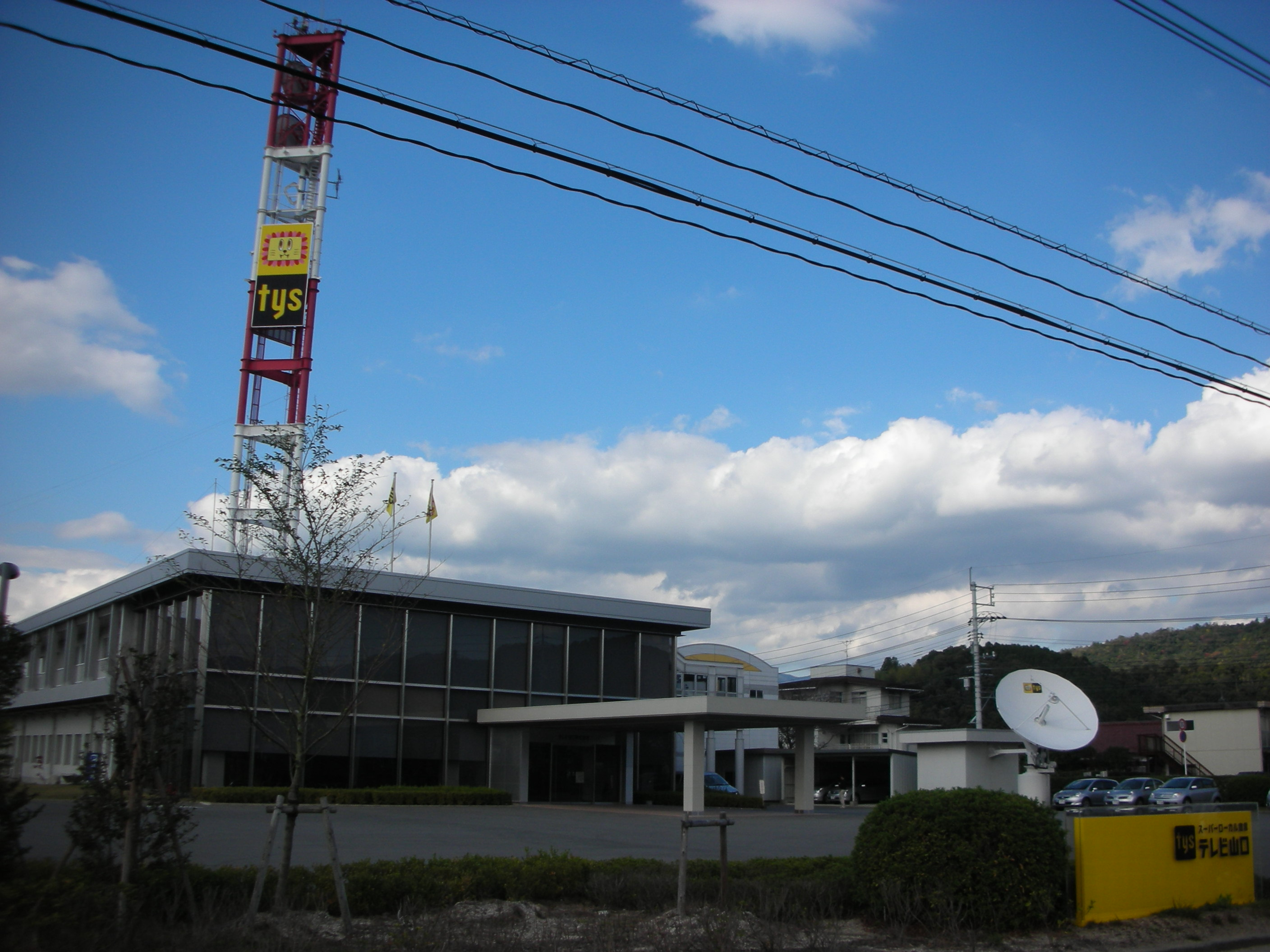
旧社屋 （2008年11月）
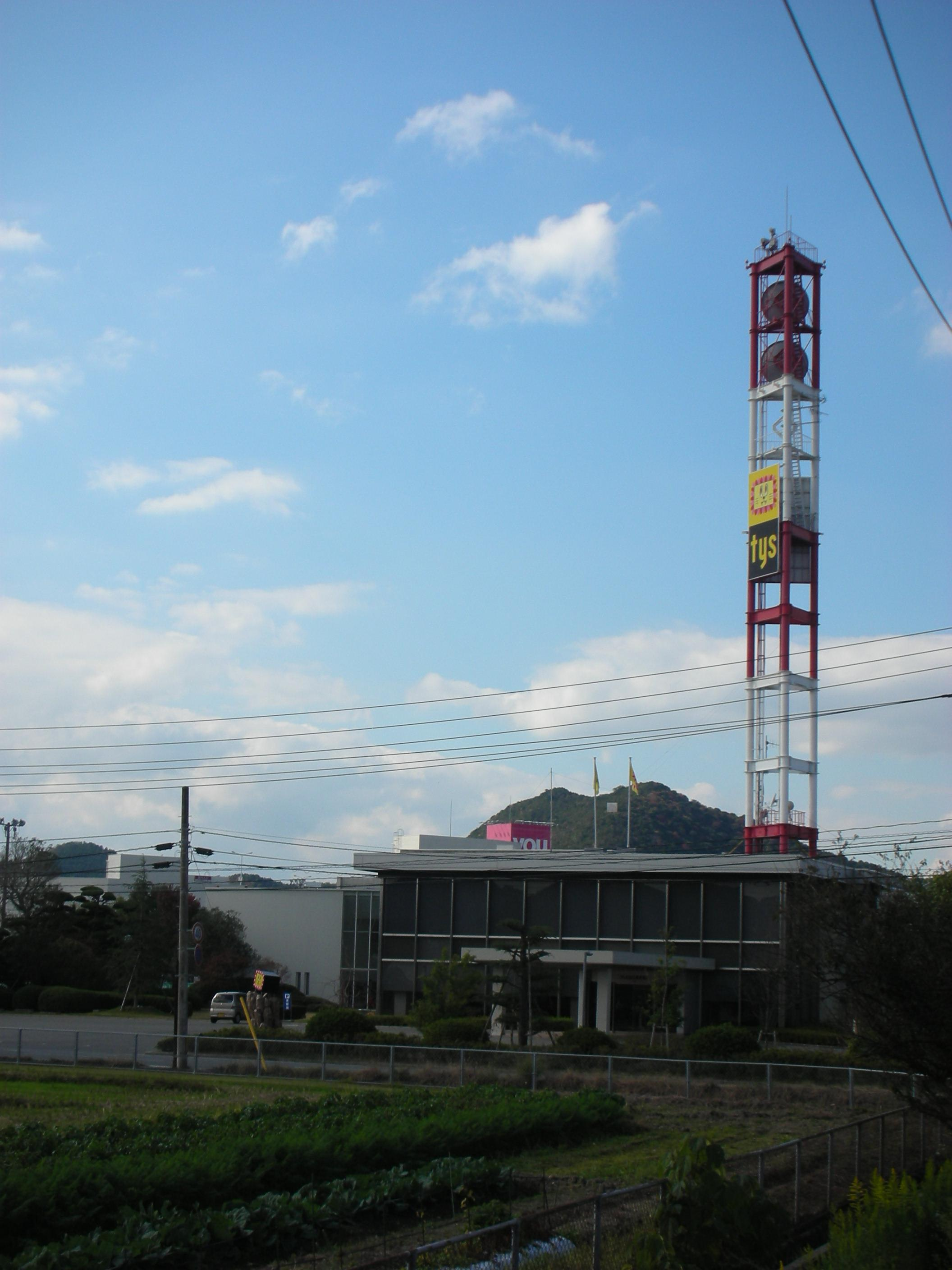
旧社屋と姫山の反射板

## 本社・支社
出典
- 本社 = 753-0292 山口県山口市大内千坊6丁目7番1号
- 周南支社 = 745-0034 山口県周南市御幸通1番11号 新興ビル1階
- 下関支社 = 750-0016 山口県下関市細江町2丁目2番1号 原弘産ビル5階
- 東京支社 = 104-0061 東京都中央区銀座3丁目15番10号 JRE銀座三丁目ビル5階
- 大阪支社 = 530-0004 大阪府大阪市北区堂島浜1丁目4番16号 アクア堂島NBFタワー7階
- 中四国支社 = 730-0031 広島県広島市中区紙屋町1丁目1番20号 いよぎん広島ビル5階
- 九州支社 = 810-0041 福岡県福岡市中央区大名2丁目8番1号 肥後天神宝ビル8階

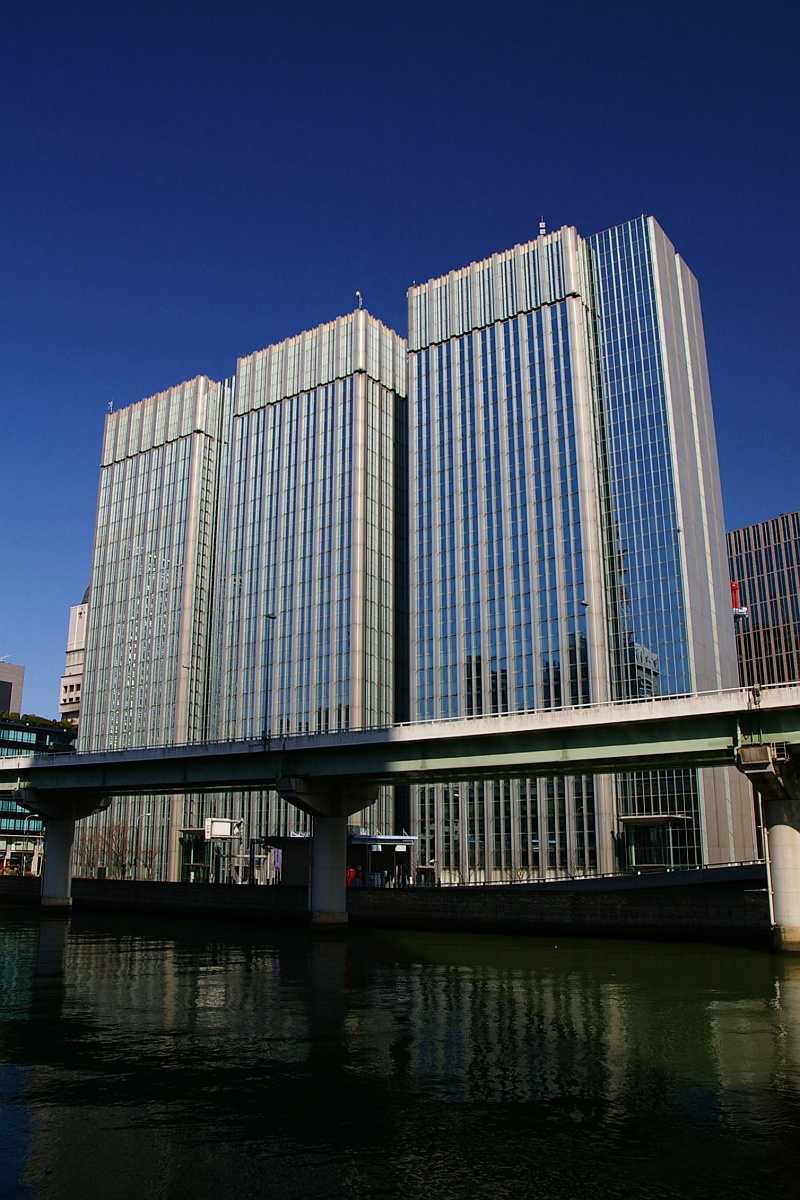
大阪支社の入居するアクア堂島（大阪市北区堂島浜）
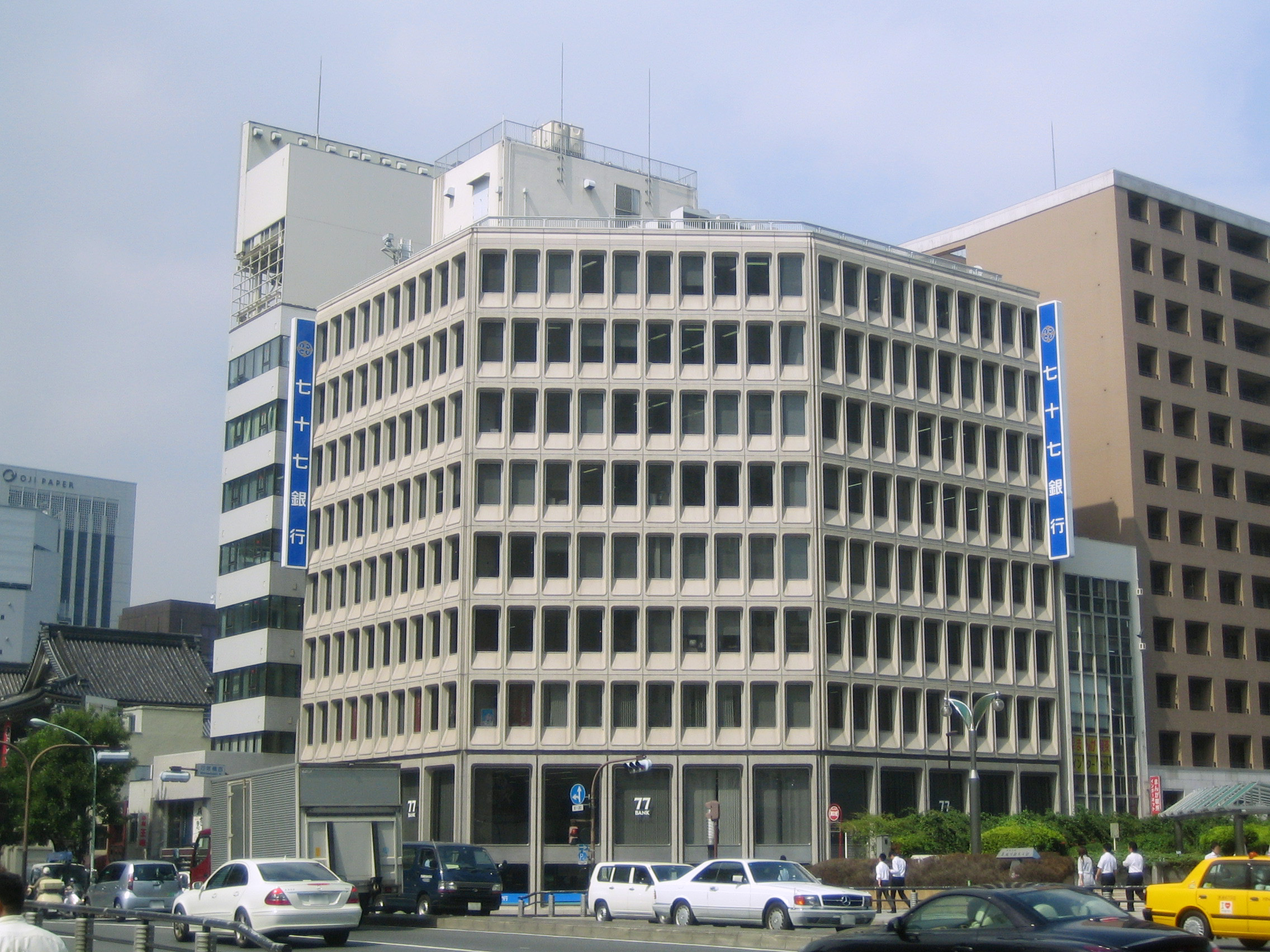
かつて、東京支社が入居していた七十七ビル（東京都中央区銀座）

## 本局及び中継局一覧
主な局名と周波数またはチャンネル、コールサインおよび映像出力。

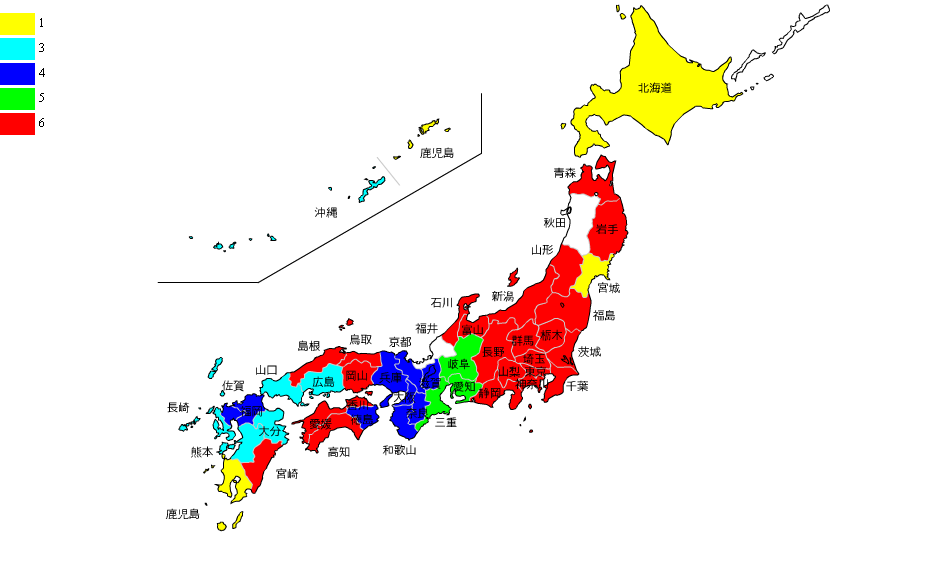
JNN系列のリモコンキーID地図

デジタル放送のリモコンキーIDは『3』。これに伴い、山口県の放送局のリモコンキーIDは『5』以下に集中された（周防灘対岸の大分県も同様）。
TBSテレビ系のアナログUHF局 で唯一TBSテレビなどと同じ『6』を使用しない。県内他局にも『6』 を使用する局がないため、山口県で『6』は映らないまたはスピルオーバーが届いているエリアで隣県の局に割り振られるのが常である。
| 中継局 名      | 中継局 所在地 （山の名前） | アナログch （出力） | デジタルch （出力） | 中継局 名       | 中継局 所在地 （山の名前） | アナログch （出力） | デジタルch （出力） |
| -------------- | -------------------------- | ------------------- | ------------------- | --------------- | -------------------------- | ------------------- | ------------------- |
| 山口 本局      | 大平山                     | 38ch（10kW）        | 18ch（1 kW）        | 長門局          | 矢ヶ浦岳                   | 21ch（30W）         | 46ch（30W）         |
| 山口 鴻ノ峯 局 | 鴻ノ峰                     | 49ch（10W）         | 34ch（1W）          | 萩局            | 田床山                     | 33ch（300W）        | 46ch（100W）        |
| 宇部局         | 大場山                     | 44ch（100W）        | 49ch（0.3W）        | 柳井局          | 石城山                     | 39ch（100W）        | 21ch（10W）         |
| 下関局         | 火の山                     | 33ch(1 kW)          | 18ch(100W)          | 東和局          | 嵩山                       | 59ch（66W）         | 43ch（1W）          |
| 豊田局         | 華山                       | 40ch（30W）         | 18ch（3W）          | 岩国局 （アナ） | 城山                       | 62ch（100W）        |                     |
| 美祢局         | 桜山                       | 44ch（100W）        | 18ch（10W）         | 岩国局 (デジ)   | 野登呂山                   | ―                   | 41ch（100W）        |

- むつみアナログ局は、同局唯一のVHF中継局（8ch）。

## 資本構成
企業・団体の名称、個人の肩書は当時のもの。出典は日本民間放送年鑑に依った。

### 2021年3月31日
| 資本金      | 発行済株式総数 | 株主数 |
| ----------- | -------------- | ------ |
| 4億9500万円 | 990,000株      | 32     |

| 株主                | 株式数    | 比率   |
| ------------------- | --------- | ------ |
| 山口トヨタ自動車    | 229,275株 | 23.16% |
| TBSホールディングス | 125,000株 | 12.62% |
| 宇部興産            | 125,000株 | 12.62% |
| 毎日新聞社          | 108,000株 | 10.90% |
| 読売新聞大阪本社    | 060,000株 | 06.06% |
| 山口県              | 050,000株 | 05.05% |

## 沿革
- 1969年（昭和44年）
  - 4月1日 - 会社設立。当初は、局名を「山口中央テレビ（YCT Yamaguchi Chuou Television）」にする予定だった。
  - 9月2日 - 局名をテレビ山口（TYS）に変更。
  - 12月25日 - サービス放送開始。
- 1970年（昭和45年）4月1日 - JNN（TBSテレビ系）・FNS（フジテレビ系）・NETテレビ（現：テレビ朝日）系3局クロスネット[注 14] により開局。なお、JNN協定のためFNNには非加盟、ANNとはニュース協定（1974年締結）及びネットに参加できず一般番組のみのネット保障契約を締結。
本放送最初の番組は午前7時から放送の『JNNニュース』。6時半からテストパターンを発射、『TYSソング』[注 15] に乗せてのオープニングを放送したのちに放送を開始した（余談だが、当時の放送開始は午前7時であった）。
- 1978年（昭和53年）10月1日 - テレビ朝日系列番組を山口放送と交換。JNN/FNSの2局クロスネットに移行。編成の改編は1978年（昭和53年）10月と1979年（昭和54年）4月の2度に分けて行われた。
- 1987年（昭和62年）9月30日 - この日を以てFNSを脱退。JNN（TBSテレビ系列）のフルネット局になる（※ 一部番組は番組販売により1990年（平成2年）3月31日までFNSと同時ネットを継続）[注 16]。
- 1989年（平成元年）12月21日 - 音声多重放送開始。
- 1992年（平成4年）6月 - テレビ山口二十年史を発行。
- 1994年（平成6年）12月 - ふるさとCM大賞のさきがけと言われる「山口県ふるさとCM大賞」を初開催。以降毎年12月の恒例行事となる。
- 2000年（平成12年）3月31日 - FNSの同時ネット放送終了（時差ネットは現在まで継続）。
- 2005年（平成17年）
  - 3月28日 - CI導入によりロゴマークを「TYS」から「tys」に変更、コーポレートカラーが黄と黒に、キャラクターが“モコモコ”から“テレオン”に変更、社旗も変更となった。
  - 8月3日 - 地上デジタル放送対応のマスター更新。（東芝製[15]）
- 2006年（平成18年）
  - 5月1日 - 地上デジタル試験放送（サイマル放送）開始。
  - 10月1日 - 地上デジタル放送開始（コールサイン：JOLI-DTV、リモコンキーID：3）。
- 2020年（令和2年）3月28日 - 開局以来使用されていた社屋の隣接地に建設していた新社屋が竣工。
- 2023年（令和5年）11月15日 - 経営側からの冬季賞与引き下げの打診を労働組合が拒否して交渉決裂。それにより31年ぶりとなるストライキが48時間にわたって実施され、夕方のワイド番組『mix』がニュースゾーンのみに縮小するなどした[16]。

## ネットワークの変遷

### 開局当初
テレビ山口が署名した開局同意書には「ネットワークはオープン（クロスネット）とする」とあった。しかし先発局の山口放送（KRY）が日本テレビ系列だったことから、実際には残るTBSテレビ、フジテレビ、日本教育テレビ、3局からの選択となった。
1969年（昭和44年）10月22日にネット系列を決定。「ニュースはJNN、番組は高視聴率で健全なものを3キー局からネットし、自社制作をおりまぜて放送する」こととした。
電波はUHFの使用が決まってはいたものの、当時はVHF受信が主流であったことからUHFコンバータとUHF受信アンテナの普及活動も同時に行った。親局や主要な中継局をVHFで開局させているNHKや山口放送でも2次プランの一部中継局（柳井など）以降はUHF電波を使用することにしていたため、「ローチャンネル（13-34ch）」「ハイチャンネル（35-62ch）」「オール対応」のうちの「オール対応UHFコンバータ」を対象とした。その一方、安定して受信できれば画面の乱れが少なく、かつ3局クロスの利点を生かして多様な番組を放送できることから開局当時は「きれいな画面、たのしい番組」をキャッチフレーズとし、局名告知でも使用していた。
1975年（昭和50年）3月31日、腸捻転解消により、関西地区のJNNの準キー局が朝日放送から毎日放送に変更されたため、一部の番組を山口放送と交換した。

### 2局ネットへの移行
1978年（昭和53年）7月、日本教育テレビから改称した全国朝日放送（現・テレビ朝日）からネット保障契約の打ち切り通告があった。これに伴い山口放送（KRY）が日本テレビ系列とテレビ朝日系列のクロスネットとなり、『アフタヌーンショー』『ワールドプロレスリング』『特捜最前線』『クイズタイムショック』などの番組が1978年（昭和53年）10月と1979年（昭和54年）4月の2度に分けて山口放送へ移動したほか、山口放送はニュースネットにも参加した。
ネット番組の移動により、ゴールデンタイムを中心のテレビ朝日系列ネット枠はTBSテレビ系列やフジテレビ系列の番組に差し替えられた。この機会に、開局後もスポンサー等の都合で山口放送での放送を継続していたTBS系のスポンサードネット番組（『ナショナル劇場』等）の全てとフジ系のスポンサードネット・番販番組の一部（『サザエさん』など）が順次テレビ山口へ移行した。ただし、山口放送も日本テレビ系列をメインネットとする以上、放送枠の確保に限界があることから、1993年（平成5年）10月にテレビ朝日系列のフルネットの山口朝日放送が開局するまではテレビ朝日および系列局との個別スポンサードネットを含む番販取引の関係を残し、スポーツイベントなども協力関係を維持する。
ただ、一部には山口放送・テレビ山口の両方で枠が確保できず、かつスポンサーとの兼ね合いもあり打ち切りとなった番組もあった。
18時台以降の番組編成の変遷（1978年9月、1979年4月）
- ★ → 時差ネット

### フジテレビ系列離脱
1987年（昭和62年）3月、フジテレビから次のような申し入れがあった。
- キー局と系列局はフィフティ・フィフティの関係にあり、フジテレビとテレビ山口はフジテレビ系列の一員として、今後とも友好関係を保ちたい。
- ついては、テレビ山口はフジテレビの昼（『FNNニュースレポート11:30』）・夕（『FNNスーパータイム』）・夜（『FNNニュースレポート23:00』）のニュースのうちいずれか1本をネットして欲しい。併せて、ニュースの入中を行ってもらいたい。
- ニュースのネット受けに応じられない場合、10月以降、テレビ山口はフジテレビ系列から外れてもらうことになる。

フジテレビからのニュースの提供・送出要請（FNNへの加盟）は開局直後から続いていたものだが、テレビ山口は、他系列に対して排他的な関係にあったJNNのニュース協定との兼ね合いからFNNへの加盟については拒み続けつつも、ニュース以外の一般番組についてはTBSの理解の元でクロスネット体制を継続していた。しかし、同年10月からTBSが平日22時台に大型報道番組を放送するという事前情報を受け、フジテレビは月曜・火曜の22時台に関西テレビ制作番組の放送枠を持っていたテレビ山口に対して一つの決断（FNN加盟か、FNS離脱か）を迫った。
テレビ山口は役員会やTBSとの協議なども踏まえ、最終的にフジテレビの申し入れを断ること（FNS離脱）を決断。これを受けてフジテレビは「テレビ山口のフジネットワーク社長会などへの会議出席禁止」「フジテレビはテレビ山口に対し10月以降も番組供給を行うが、電波料（スポンサー契約）についてはフジテレビの一括セールスから個別交渉に変更する」との通告を行い、テレビ山口はフジテレビ系列脱退となった。この系列脱退に関してはテレビ山口・フジテレビ・FNSとも表向きは「円満脱退」であることを強調し、後年の山形テレビと異なり、実際に後述の通り番組の販売と購入を継続しているが、クロスネット局としてキー局発の番組（特に特別番組）の放送選択権を残したかったテレビ山口側と、キー局と系列局の結びつきの強化を望んでいたフジテレビ側の思惑の違いも見て取れるものとなった。
テレビ山口はフジテレビ系列脱退後も番組販売や個別交渉によるスポンサードネット扱いで『おはよう!ナイスデイ』・『タイム3』など可能な枠での同時ネットを続けたほか、ゴールデンタイムの土曜日19時台をフジテレビ系列の時差ネット枠として確保した（このため『まんが日本昔ばなし』は時差ネットで放送、『クイズダービー』及びその後継番組はTBS系列で唯一放送されなかった）。また、フジテレビがジャパンコンソーシアムの中継担当となり、系列外ネットが行われた時（2002 FIFAワールドカップ・日本対ロシア戦、2012年（平成24年）のロンドンオリンピック・女子マラソン、2018 FIFAワールドカップ・日本対ポーランド戦など）はテレビ山口で放送した。
また、FNS中国ブロック共同制作（中国電力一社提供）の『クイズクロス5』『エンジェルツアーハッピークイズ』の制作に関与したり、FNS加盟各局が主催者となっている全日本バレーボール高等学校選手権大会（春の高校バレー）では山口県予選の主催社に加わる（FNS系列外の放送局では唯一） など、FNSとの間接的な関わりを継続している。
なお、フジテレビはテレビ山口のフジテレビ系列脱退の前後に山口放送にフジテレビ系列（FNN/FNS）加盟による3系列クロスネット化を打診したことがあったという。
18時台以降の番組編成の変遷（1987年9月）
- ★ → 時差ネット
- ☆ → 同日30分遅れネット

### 県内3局体制へ
1993年（平成5年）10月にテレビ朝日系フルネットの山口朝日放送が開局し、山口県内の民放は山口放送（日本テレビ系列）、テレビ山口（TBS系列）、山口朝日放送（テレビ朝日系）の3局体制となった。
同時に、この時点までに残っていたテレビ朝日系列の番組はすべてが山口朝日放送へ移動した。

### フジテレビ系番組放送枠見直し
開局以来、平日朝は『小川宏ショー』、平日午後は『3時のあなた』からフジテレビ制作の生ワイド番組を、土曜朝は『ハイ!土曜日です』から関西テレビ制作の生ワイド番組をネットしてきた。土曜日に関しては1989年（平成元年）に『モーニングショー・土曜大好き!830』を打ち切って『すてきな出逢い いい朝8時』 へ切り替えた後も平日は引き続きフジテレビからネットしていたが、1999年（平成11年）の春改編で朝の『おはよう!ナイスデイ』終了を機に、2000年（平成12年）の春改編で午後の『2時のホント』終了 を機に『笑っていいとも!』を除く生ワイド番組が姿を消し、TBS系列の番組（前者は『はなまるマーケット』、後者は『ジャスト』）に移行した。なお『笑っていいとも!』はTBS系列のネット番組の関係上、夕方4時台に時差ネットを行っていた。
さらに、一時期放送を中断していた時期はあったものの、開局以来、フジテレビと同時ネットで放送していた『ミュージックフェア』が2000年（平成12年）6月いっぱいで終了、これにより、フジテレビ同時ネット番組が消滅した。
2009年（平成21年）春改編で土曜19時台のフジ系列の時差ネット枠も廃止、さらに『笑っていいとも!』も、2011年（平成23年）3月25日放送分を以って『増刊号』ともども終了し、当日時差ネット番組がなくなった。

## 情報カメラ設置ポイント
- 本社屋上（山口市） - 2010年（平成22年）3月下旬からHD画質
- 海峡ゆめタワー（下関市） - 2010年（平成22年）10月からHD画質
- 山口宇部空港（宇部市） - 2008年（平成20年）3月ごろからHD画質。

## ケーブルテレビ再送信局
かつては以下のケーブルテレビで区域外再放送が行われていたが、何れもアナログ放送のみだったため2011年（平成23年）7月24日の終了と同時に廃止された。ちなみに、両局とも系列局があるのに再送信していた。
- サンネットにちはら（島根県津和野町のうち、旧日原町内のみ。本来は山陰放送のエリア）
- 佐賀関テレビ（大分県大分市のうち、旧佐賀関町内のみ。本来は大分放送のエリア）

## 現在放送中の番組
2025年3月現在。

### 自社制作番組
tys制作ではない、番組制作会社の持ち込み番組を含む。
- tysニュース
- mix（月 - 金曜 16:50 - 19:00）
  - mix早朝便（火曜 - 金曜 5:00 - 5:25、「mix」の25分再編集版）
  - mix深夜便（土曜 2:08 - 2:28（金曜深夜）、「mix」の20分再編集版）
- レノファ スクエア（土曜 1:53 - 2:08（金曜深夜））
- tysの窓（月1土曜 5:25 - 5:30）
- ちぐまや家族plus（土曜 9:25 - 10:20、（再）日曜 1:35 - 2:30（土曜深夜））
- ちぐまや家族plus2（土曜 10:20 - 10:45）
- 大好き!やまぐち（土曜 18:50 - 18:55）

### TBS系列遅れネット番組
- 西乃風ブラン堂（水曜 0:55 - 1:27（火曜深夜）、毎日放送制作）
- ふわり愛（水曜 1:27 - 1:57（火曜深夜）、山陰放送幹事）
- 有吉ジャポンⅡ ジロジロ有吉（土曜 0:43 - 1:15（金曜深夜））
- アインシュタインの出没!ひな壇団（土曜 10:45 - 11:45、中国放送制作）
- よしもと新喜劇（土曜 23:56 -24:56、毎日放送制作）
- 週刊さんまとマツコ（日曜 16:00 - 16:30）
- 元就。（月曜 0:58 - 1:58（日曜深夜）、中国放送制作）

### 他系列番組
フジテレビ系列番組
- さんまのお笑い向上委員会（火曜 0:26 - 0:55（月曜深夜））
- 酒のツマミになる話（水曜 23:56 - 翌0:55）
- かまいたちの机上の空論城（木曜 0:55 - 1:27（水曜深夜）、関西テレビ制作）
- ハチミツ!! （金曜 1:23 - 1:53（木曜深夜））
- ネタパレ（土曜 1:23 - 1:53（金曜深夜））
- サザエさん（土曜 11:59 - 12:30）
- そ〜だったのかンパニー（土曜 16:54 - 17:24、テレビ新広島制作）
- 釣りごろつられごろ（日曜 6:00 - 6:15、テレビ新広島制作）
- ホンマでっか!?TV（日曜 12:54 - 13:54）
- 世界の何だコレ!?ミステリー（不定期放送）
- 千鳥のクセスゴ!（不定期放送）
- 千鳥の鬼レンチャン（不定期放送）
- ミュージックジェネレーション（不定期放送）
- 街グルメをマジ探索!かまいまち（不定期放送）
- 呼び出し先生タナカ（不定期放送）
- カスペ（不定期放送）
- 土曜プレミアム（全てのバラエティを中心に週末の午後に不定期放送）
- 春高バレー（春季）

テレビ東京系列番組
- ポケットモンスター（日曜 6:15 - 6:45）
- 何を隠そう、ソレが…（土曜 16:00 - 16:54）
- 土曜スペシャル（不定期放送）
- 日曜ビッグバラエティ（不定期放送）
- 緊急SOS!池の水ぜんぶ抜く大作戦（不定期放送）

その他
- 離島酒場（木曜 1:27 - 1:57（水曜深夜））
- Music B.B.（金曜 1:27 - 1:57（木曜深夜）、アークミュージック制作）
- 歴史に残る悪女になるぞ（水曜 2:30 - 3:00（火曜深夜））
- 歴史エンターテインメント! おもしろ文明維新（不定期放送） - テレビ山口と南日本放送が明治維新150年を機に始また共同制作の「歴史エンターテインメント」。

## 過去に放送した番組

### 自社制作番組
- TYS夕やけニュースショー（→TYS夕やけニュース、1975年3月31日 - 1985年10月2日）
- TYSニュース6（1985年10月5日 - 1992年9月）
- TYSナウ（1992年10月 - 2001年3月）
- TYS夕やけニュース21（2001年4月 - 2005年3月）
  - TYSニュース21・深夜便（平日深夜・夕方の再編集版）
- TYSスタジオ（1970年7月 - 1971年ごろ）
- テレビ山口くん（1986年4月 - 1993年）
- サタデー6（1978年4月 - 1985年9月）
- やまぐちクローズアップ（1986年10月 - 1992年頃）
- かっぱちTVサタスパ!（→サタスパ!、1993年4月10日 - 2000年）
- まいど!（2001年頃 - ）
- 生活空間Do!（2000年7月3日頃 - 2002年頃）
- さとらぼ（2001年頃）
- おしゃべり土曜日（1984年4月 - 1992年頃）
- ちぐまや本舗（2002年4月 - 2005年3月）
- ティータイム2（1983年10月 - 1984年3月）
- TYSお出かけ情報局（2000年4月 - 2001年3月）
- 朝からヨイショ!（1993年頃 - 2002年3月）
- TV-ビデオマガジン（1984年4月 - 1992年頃）
- 歌の散歩道（1980年 - 1985年）
- 歌う天気予報（1986年 - 2005年3月）
- ふれあいの道（JNN中国地方ブロックネット番組として持ち回り制作）
- 中国山口駅伝（1995年 - 1999年、RCCと共同制作）
- FMY TV
- ぐっと!やまぐち（2003年 - 2005年頃）
- ぐちモニ（2005年4月 - 2009年3月）
- 寄り道カフェパブロ（2013年8月 - 2016年3月）
- 中国高等学校駅伝競走大会（女子）（FNS中国ブロックネット番組。テレビ新広島・岡山放送・山陰中央テレビと共同制作。開催地の局が幹事。FNS離脱後も継続して参加。競技自体は継続中）
- tysスーパー編集局（2005年3月 - 2016年9月）
  - tysスーパー編集局深夜便（平日深夜・夕方の再編集版）
- やまぐち情報ワイド やるっチャ!（2016年4月1日 - 2017年4月28日）
- tys情報PickUp
- じゃんぷ!山口
- ちぐスマ!（2017年9月4日 - 2020年9月18日）
- tysニュースタイム（2017年9月5日 - 2020年10月2日）
  - tysニュースタイム深夜便（平日深夜・夕方の再編集版）
- サタデーマガジン
- YAMAGUCHIパチンコ研究所
- ぱちタウンTV 山口版

### ネット番組
※印は現在も放送している番組。
TBS系列の番組で過去に放送
- はやおきワイド530（毎日放送制作）
- ※ムーブ（JNN九州山口地方ブロックネット番組として持ち回り制作）
- 探検!九州（RKB毎日放送制作）
- TIM神様の宿題（2004年10月 - 2005年3月、中国放送制作。但し、定期放送終了後にTIM神様の宿題スペシャルとして「全国版」or「中四国版（JNN中国四国ブロックネット）」が放送される場合はネットされた他、中四国版の場合は制作に参加する場合もあった）

腸捻転解消前の朝日放送テレビの（同時ネット）番組で過去に放送
- ※新婚さんいらっしゃい!（腸捻転解消後はKRYに移動し、現在yabで放送中）
- ミニミニ社員
- シャボン玉プレゼント
- 夫婦善哉
- 霊感ヤマカン第六感
- 日曜18時枠（てなもんや二刀流→スコッチョ大旅行→好き! すき!! 魔女先生）
- 日曜18時30分枠（白頭巾参上→3・3が9イズ→ふしぎなメルモ）

フジテレビ系の番組で過去に放送
- FNNお茶の間ニュース（月 - 金曜 10:45 - 11:00）
- FNN奥さまニュース（月 - 金曜 14:45 - 15:00）
- ※ミュージックフェア
- 小川宏ショー→おはよう!ナイスデイ
- 3時のあなた→タイム3→タイムアングル→TVクルーズ となりのパパイヤ→3時ヨこい!→B:T ビッグ・トゥデイ→2時のホント
- 欽ドン!良い子悪い子普通の子
- 水曜ドラマシリーズ
- 平岩弓枝ドラマシリーズ
- 新選組（水曜23:35 - ）
- 新・座頭市シリーズ（月曜21時台時代のみ同時ネット）
- 夜のヒットスタジオ（月曜22時台時代のみ同時ネット）
- なるほど!ザ・ワールド（1985年4月放送開始、FNS加盟時代は同時ネット、脱退後は時差ネット）
- 火曜ワイドスペシャル（「ドリフ大爆笑」など、FNS加盟時代は同時ネット、脱退後は深夜に時差ネット）
- 新春スターかくし芸大会
- オレたちひょうきん族（土曜 13:00 - →土曜 19:00 - ）
- 華麗なる刑事
- 江戸の旋風
- スケバン刑事 (ドラマ第1作)
- 志村けんのだいじょうぶだぁ
- 水曜19時台前半アニメ枠
  - 荒野の少年イサム（土曜 18:00 - 18:30）
  - ドカベン
  - がんばれ元気→Dr.スランプ アラレちゃん→ドラゴンボール→ドラゴンボールZ→ドラゴンボールGT
- うる星やつら→めぞん一刻→F-エフ（水曜日17時半枠で遅れ放送）
- らんま1/2（2024年の第2作はKRYで放送）→ドラゴンクエスト
- タイムボカンシリーズ（「タイムボカン」は未放送。ytv制作「ヤッターマン（第2作）」、「タイムボカン24」、「タイムボカン 逆襲の三悪人」はKRYで放送）
  - ヤッターマン（第1作）→ゼンダマン→タイムパトロール隊オタスケマン→ヤットデタマン→逆転イッパツマン→イタダキマン
- 日曜18時台前半アニメ枠
  - あんみつ姫→のらくろクン→ひみつのアッコちゃん（第2作）→ちびまる子ちゃん（第1期）→ツヨシしっかりしなさい
- ゲゲゲの鬼太郎（第3作、火曜 17:00 - 17:30[25]）
- おそ松くん（第2作）
- 平成天才バカボン（火曜 17:00 - 17:30[26]）
- おれは直角（火曜 17:00 - 17:30[27]）
- 丸出だめ夫（1991年度のアニメ版、火曜 17:00 - 17:30[28]）
- ハイスクールミステリー学園七不思議（木曜 17:00 - 17:30[27]）
- 爆笑おすピー大問題!!
- 水10!（yabから移行）
- Dのゲキジョー 〜運命のジャッジ〜
- トリビアの泉 〜素晴らしきムダ知識〜 - 最終回の数回分前で打ち切り。
- クイズ$ミリオネア
- ジャンプ!○○中
- 幸せって何だっけ 〜カズカズの宝話〜
- タモリのジャポニカロゴス
- 脳内エステIQサプリ
- めちゃ×2イケてるッ!
- メントレG
- ザ・スリーシアター[注 25]
- クイズ!ヘキサゴンII（2011年8月の、島田紳助の芸能界引退を機に打ち切り）
- はねるのトびら
- 〜あらゆる世界を見学せよ〜潜入!リアルスコープ
- ザ・ベストハウス123
- 人志松本の○○な話
- 5LDK
- 森田一義アワー 笑っていいとも!（1983年 - 2011年3月25日、平日夕方に時差ネット）
  - 笑っていいとも!増刊号（特大号は放送されなかった）
- おじゃMAP!!
- SMAP×SMAP - 長きにわたり土曜19時台に放送していたことがあり、休止になることも多かった。
- ドラマチック・サンデー（一部作品のみ）
- 日本歌謡大賞（フジテレビが担当した1976年第7回、1980年第11回、1984年第15回を同時ネットで放送）
- ウチくる!?
- ヨルタモリ
- してみるテレビ!教訓のススメ
- 超潜入!リアルスコープハイパー
- VS嵐
- VS魂
- ゲーム&クイズバラエティ ペケポン
- 快傑えみちゃんねる（関西テレビ制作、2017年8月打ち切り）
- 痛快TV スカッとジャパン
- アウト×デラックス
- 林修のニッポンドリル
- あしたの内村!!（2022年9月打ち切り）
- 突然ですが占ってもいいですか?（2022年9月打ち切り）
- 全力!脱力タイムズ（2022年9月打ち切り）
- フジテレビ制作火曜21時枠の連続ドラマ
- フジテレビ制作水曜22時枠の連続ドラマ
- ふしぎなコアラブリンキー（金曜 17:00 - 17:30[29]）
- ※テレビ寺子屋（テレビ静岡制作）
- 三枝の愛ラブ!爆笑クリニック（関西テレビ制作・1985年4月 - 1987年9月まで放送）
- 関西テレビ制作土曜朝のワイドショー（ハイ!土曜日です→DOサタデー→モーニングスタジオ・土曜!100%→モーニングアップル→シュートinサタデー→土曜大好き!830（『土曜大好き〜』放送期間中の1989年3月末で同枠のネット打ち切り、同年4月からMBSテレビ『いい朝8時』のネット受けに変更）
- 影の軍団など関西テレビ制作火曜22時枠の時代劇ドラマ
- 関西テレビ制作月曜22時枠のドラマ（第1期・1987年9月までは同時ネットで放送）
- それいけ!ズッコケ三人組（関西テレビ制作）
- 花の新婚!カンピューター作戦（関西テレビ制作）
- たかじん胸いっぱい（関西テレビ制作）
- クイズクロス5（制作にも参加）→エンジェルツアーハッピークイズ→ラピュタ伝説→みんなの挑戦物語→人気もん!（テレビ新広島制作・中国電力提供枠）（『人気もん!』については2007年4月からKRYへ移行）
- 道楽のココロ（テレビ新広島制作）
- Local★STAR ひらめっ娘学園（テレビ新広島制作）
- サスティな!〜こんなとこにもSDGs〜（2023年3月打ち切り、番組自体は継続中）
- ネプリーグ（2023年6月打ち切り、番組自体は継続中）
- ひらけ!パンドラの箱 アンタッチャブるTV（2023年9月打ち切り、番組自体は継続中）
- 私のバカせまい史（2023年9月打ち切り、番組自体は継続中）
- イタズラジャーニー（2024年3月打ち切り、番組自体は継続中）
- だれかtoなかい

他多数。
テレビ東京系の番組で過去に放送の番組
- おさな妻（日曜 15:00 - ）
- プレイガール （月曜 23:35 - ）
- 大江戸捜査網（日曜 0:30 - （土曜深夜））
- 闘え!ドラゴン
- ジャングル大帝（第3作、本放送終了後、1992年頃に木曜 17:30 - 18:00に放送[27]）
- 赤ずきんチャチャ
- 超星神シリーズ

超星神グランセイザー→幻星神ジャスティライザー→超星艦隊セイザーX
- ハロー!モーニング。
- ギャグコロスタジオ
- やりにげコージー[注 26]
- 所さん&おすぎの偉大なるトホホ人物伝
- 遊☆戯☆王デュエルモンスターズ
- とっとこハム太郎（30分番組時代に放送、但し2005年7月に放映打ち切り）
- ギルガメッシュないと
- 水着少女→サバドル!
- 徳光&コロッケの“名曲の時間です”
- 月10万円で豊かに暮らせる町&村
- ポケットモンスターシリーズ
  - ポケットモンスター→ポケットモンスター アドバンスジェネレーション→ポケットモンスター ダイヤモンド&パール→ポケットモンスター ベストウイッシュ→ポケットモンスター ベストウイッシュ シーズン2→ポケットモンスター XY→ポケットモンスター XY&Z→ポケットモンスター サン&ムーン
- 新世紀エヴァンゲリオン（1997年夏の平日に集中放送）
- KAIKANフレーズ
- クイズ赤恥青恥（末期は土曜の10:20 - 11:15。直後が「しまじろう」だった）
- おいしい情報の楽園（フジ系番組休止時の差し替え番組）
- 主治医が見つかる診療所
- MÄR -メルヘヴン-→ハヤテのごとく!（第1期のみ放送）→絶対可憐チルドレン
- 奥さまは外国人
- ドラマ24
- ポケモンサンデー
- ペット大集合!ポチたま
- 空から日本を見てみよう
- 出没!アド街ック天国
- THEカラオケ★バトル
- 世界!ニッポン行きたい人応援団
- あっぱれ!日本一（2001年3月打ち切り）
- 世界ビックリアワー
- オレ達のWell歌夢（KRYでも放送）
- ミスター味っ子（再放送はKRYにて放送）
- Rock'n Road
- きらきらアフロTM（2019年3月打ち切り、番組自体は継続中）
- しましまとらのしまじろう→はっけん たいけん だいすき! しまじろう→しまじろう ヘソカ→しまじろうのわお!（テレビせとうち制作、2022年9月打ち切り）
- キャプテン翼（第1作、木曜 17:30 - 18:00[30]）
- 六三四の剣（木曜 17:30 - 18:00[31]）
- 妖怪ウォッチ!
- 花の魔法使いマリーベル（テレビせとうち制作）
- アイドル天使ようこそようこ（テレビせとうち制作）
- 奥さん!2時です（東京12チャンネル・MBSテレビ交互制作・腸捻転時代）
- ヤングおー!おー!（MBSテレビ制作・腸捻転解消後もTBSテレビ系番組として継続）
- じっくり聞いタロウ〜スター近況（秘）報告〜（2023年3月打ち切り、番組自体は継続中）
- 新美の巨人たち（2023年3月打ち切り、番組自体は継続中）
- ヤギと大悟

等
テレビ朝日系の番組で過去に放送の番組
- どっこい大作（火曜 19:30 - 20:00）
- スーパー戦隊シリーズ

秘密戦隊ゴレンジャー→ジャッカー電撃隊→バトルフィーバーJ→電子戦隊デンジマン→太陽戦隊サンバルカン→大戦隊ゴーグルファイブ→科学戦隊ダイナマン→超電子バイオマン→電撃戦隊チェンジマン→超新星フラッシュマン→光戦隊マスクマン→超獣戦隊ライブマン→高速戦隊ターボレンジャー→地球戦隊ファイブマン→鳥人戦隊ジェットマン→恐竜戦隊ジュウレンジャー→五星戦隊ダイレンジャー
- メタルヒーローシリーズ（ただし『巨獣特捜ジャスピオン』からKRYに移行）

宇宙刑事シャリバン→宇宙刑事シャイダー
- がんばれ!!ロボコン
- ※ドラえもん (1979年のテレビアニメ)（第1作はKRYで放送）
- デビルマン
- ミクロイドS
- イナズマン
- アパッチ野球軍
- 100万円クイズハンター（KRYから移行）
- アフタヌーンショー
- クイズタイムショック（1978年10月にKRYに移行）
- ワールドプロレスリング
- ナショナルゴールデン劇場（1979年4月KRYに移行）
- 世界あの店この店（KRYには移行されなかった）
- 特別機動捜査隊（KRYから移行）→特捜最前線（1978年10月KRYに移行）
- 火曜21時時代劇（火曜22時に1時間遅れで放送。1978年10月KRYに移行）
  - 鬼平犯科帳（NET版第1シリーズ）→大忠臣蔵→荒野の素浪人→荒野の用心棒→破れ傘刀舟悪人狩り→破れ奉行→江戸の鷹 御用部屋犯科帖
- 木曜22時ドラマ枠（1977年3月まで同時ネット）
  - 鬼平犯科帳（NET版第2シリーズ）→世なおし奉行→地獄の辰捕物控→非情のライセンス（第1シリーズ）→ザ・ボディガード→非情のライセンス（第2シリーズ）
- 女子プロチャレンジゴルフ
- 超人戦隊バラタック
- 機動戦士ガンダム[注 27]（名古屋テレビ制作）
- 勇者シリーズ（名古屋テレビ制作）

勇者エクスカイザー→太陽の勇者ファイバード→伝説の勇者ダ・ガーン→勇者特急マイトガイン
- プロポーズ大作戦（朝日放送テレビ制作、1979年4月にKRYに移行）
- 必殺シリーズ（朝日放送テレビ制作・腸捻転解消前から。土曜深夜に3か月 - 半年遅れで放送。1978年4月KRYに移行）
  - 必殺仕掛人→必殺仕置人→助け人走る→暗闇仕留人→必殺必中仕事屋稼業→必殺仕置屋稼業→必殺仕業人→必殺からくり人→必殺からくり人・血風編→新・必殺仕置人→新・必殺からくり人・東海道五十三次殺し旅
- ジャンボーグA（MBSテレビ制作・火曜 18:00 - 18:30）
- 生きものばんざい（MBSテレビ制作・腸捻転解消後もTBS系番組として継続）
- ちびっこアベック歌合戦（MBSテレビ制作・腸捻転解消後もTBS系番組として継続）

その他
- 新車情報→新車ファイル クルマのツボ（tvk制作）
- お笑いマンガ道場（中京テレビ制作・関東のネット局が日本テレビへ移行したため、KRYへ移行）
- MU-GEN→MUSIC FOCUS（チバテレビ制作）
- 戦え!超ロボット生命体トランスフォーマー→戦え!超ロボット生命体トランスフォーマー2010→トランスフォーマー ザ☆ヘッドマスターズ→トランスフォーマー 超神マスターフォース→戦え!超ロボット生命体 トランスフォーマーV（日本テレビ制作、本来の日本テレビ系列であるKRYでは未放映）
- 東京号泣教室 〜ROAD TO 2020〜（キューブ制作。本放送前にナビ番組を放送）
- トゥルルさまぁ〜ず（BeeTV制作）
- 鬼滅の刃シリーズ（無限列車編及び遊郭編はフジテレビ系列番組扱い）
- いろはに千鳥（テレ玉制作）
- 内村さまぁ〜ず
- ドライブインらーめん探訪
- 釣っちゃお!瀬戸内
- おいしい給食 シリーズ

## アナウンサー・パーソナリティ

### 在籍中のアナウンサー
男性
- 1997年 香川純也（アナウンス部長）
- 2014年 永岡克也

女性
- 1999年 木村智美
- 2007年 関谷名加
- 2018年 クロル舞
- 2021年 奥野粋子
- 2024年 森本深月

### パーソナリティ
※2025年4月時点。ホームページに掲載されている順に記述 。
- 横溝洋一郎（『mix』、元tysアナウンサー）
- 沖永優子（『ちぐまや家族plus』、ローカルタレント）
- 佐藤けい（『ちぐまや家族plus』・『mix』、元tysアナウンサー）
- 東雷太郎（『ちぐまや家族plus』、マジシャン）
- どさけん（『ちぐまや家族plus』、山口県住みます芸人）
- 山口ふく太郎・ふく子 （『mix』、山口県住みます芸人）
- 萬治香月（『ちぐまや家族plus（ナレーション）』、フリーアナウンサー）
- 岡本京太郎（『ちぐまや家族plus』、演歌歌手）
- 大田理裟（『mix』、スポーツクライマー）
- 西村裕之（『mix』、気象予報士）
- 兼頭のぞみ（『ちぐまや家族plus』、ローカルタレント）

### 過去に在籍
男性
- 1991年
  - 小山一英（ - 2009年1月。現・テレビ西日本記者）
- 1995年
  - 伊賀透浩（ - 2005年。その後テレビ長崎アナウンサーを経て帰郷し、現在は宮崎放送アナウンス部長。）
- 2006年
  - 柳田純司（ - 2014年9月。スポーツ中継、『tysスーパー編集局』の『スポチャン3』を担当。現在はテレビ神奈川報道局記者。同『News Link』キャスター）
- 2015年
  - 五十川裕明（ - 2022年3月。テレビ新広島に転籍。同報道記者）
- 2017年
  - 後藤心平（ - 2021年3月。元・エフエム仙台アナウンサー。同年4月から広島経済大学メディアビジネス学部メディアビジネス学科准教授）
- 2020年
  - 安達誠（ - 2024年3月。報道記者へ転身 ※2024年7月1日『JNNニュース』大雨で冠水の山口市内の現場から生中継リポート）
- 2022年
  - 小田浩史（ - 2025年6月。同年7月よりTVQ九州放送に転籍）
- 伊藤英春（元・NHKアナウンサー、在職中に病気のため逝去）
- 数井英司（記者からキャスターに、現・山口朝日放送報道制作部長）
- 小林真人（アナウンサー）（退職）
- セニョール小林（『かっぱちTVサタスパ!』、『生活空間Do!』他・本業はディレクター）
- 竹林秀之

女性
- 1984年
  - 淵上恵子（『tysニュース』、『tysニュースタイム』にて、キャスター・リポーター）
- 1989年
  - 鶴原庸子
- 1994年
  - 古谷由花
- 1995年
  - 小野礼子（ - 2001年9月。現・フリーアナウンサー）
  - 橋本昌子（ - 2003年。現・フリーアナウンサー）
- 1997年
  - 深沢佳代（現・ウェザーニューズ所属）
- 2005年
  - 佐藤けい（ - 2021年3月。現・フリーアナウンサー）
  - 早川友希（ - 2013年10月）
- 2011年
  - 数井えりさ（ - 2013年末頃）
- 2014年
  - 大東和華子（ - 2020年3月。現・ジョイスタッフ所属のフリーアナウンサー）
- 2015年
  - 木村那津美（ - 2025年3月。同年4月より広島テレビ放送に転籍）
- 2017年
  - 原千晶（ - 2023年9月。現・セント・フォース所属のフリーアナウンサー）
  - 山根陽美（ - 2020年12月）
- 石川裕子（1970年代中期在籍）
- 白松敦子
- 池田紀子（1990年代初頭在籍）
- 土肥ゆきよ（その後WOWOWアナウンサー）
- 藤田京子
- 田内裕子
- 久村和子（現・tys下関支社記者）
- ※大和良子（ - 2008年）
- ※山田香織
- ※伊藤愛

## CIの導入
2005年（平成17年）4月に、開局35周年を記念してコーポレートアイデンティティ（CI）を導入し、コーポレートカラーを黄色と黒に設定。ロゴならびに略称表記を、TYSからtys（小文字）に変更。新しいマスコットキャラクターとして「テレオン」を採用。キャッチフレーズも「スーパーローカル宣言」に変更された。また、このCIとTBSの変をきっかけとして、『TYS夕やけニュース21』、『ちぐまや本舗』を終了、新しく『tysスーパー編集局』、『週末ちぐまや家族』を開始。同時に朝の情報番組『ぐちモニ〜やまぐちモーニングTV〜』をスタートさせたが、こちらは2009年（平成21年）3月に放送終了した。

## マスコットキャラクター
- モコモコ（1997年（平成9年）4月 - 2005年（平成17年）3月）
- テレオン（2005年（平成17年）4月 - ）

## tysテレオンチャンネル
2012年（平成24年）、YouTubeに開設されたテレビ山口の公式チャネルである。夕方のニュースで放送された特集コーナーやショート番組である「tys宣伝部」「深夜手当」を見逃し配信するほか、有事の際は山口市の本社に設置されたライブカメラの映像を配信。適宜ニューススタジオからの生配信を行う。これは午前中は特に東京からの全国ネット番組が続き、自社への切り替えが難しいことへの配慮である。

## 不祥事

### 他社のニュース原稿を模倣
2023年12月4日、中学校教員の働き方改革について特集した10月12日の放送と11月5日に配信した記事について、担当した20代男性記者が九州朝日放送の放送原稿などを模倣していたと発表した。担当した男性記者と報道制作局長、報道部長を減給、社長と専務も減俸処分とし、九州朝日放送に謝罪した。問題の放送は、テレビ山口が独自に取材したものの、記者が原稿を2022年に放送された九州朝日放送の動画を参考に執筆した。原稿はナレーション部分の全35文中8文がほぼ一致、教員に密着した場面は19文中11文がほぼ一致するなどしていた。映像の選択やインタビュー位置も類似していたという。

### BPO討議入り案件
- 2019年（令和元年）11月9日 - 11月9日放送分の『週末ちぐまや家族』において、アウティングを含む不適的な放送がなされ、全国紙で報道される。BPO（放送倫理・番組向上機構）は第144回放送倫理検証委員会（2019年12月）で、「本人に対する配慮を著しく欠いた取材、放送内容である」「本人が受けたダメージは計り知れないほど大きい」といった厳しい意見を付した。テレビ山口側も社内検証委員会にて事案を検証し、社内処分、就業規則変更の検討、社内トイレの4ヶ所をオールジェンダートイレに変更などの措置を講じた[35][36]。2020年（令和2年）2月8日付のお詫び文書で「令和元年11月15日（金）にホームページ上でも掲載しておりますとおり」との記載があるが、当該日付の文書は確認できない状態になっていた[36][37]。

## 海外の提携局
- 韓国 蔚山文化放送
- 中国 遼寧電視台

### 注記
1. ↑  候補地が決定する前は、朝田に開局準備室があった（テレビ山口二十年史より）。
2. ↑  株式会社tysプロダクションとして設立、1999年にイベント企画を手がける株式会社tys企画と合併して現社名に変更。2013年に映像制作等を手がけていた株式会社ブイ・ドライブを吸収合併[8]。
3. ↑  TBSテレビ系では他にRCC・NBC・RKK・OBS・RBCがリモコンキーID『3』を使用。
4. ↑  『3』はTBSテレビ系以外では、民放ではGYT・GTV・TVS・ctc・tvk・BBC・SUNの独立局7局とsts（FNNフルネット局）・UMK（FNN / NNN / ANNクロスネット局）が使用する。
5. ↑  ほかにATV・TUY・TUF・UTY・TUT・ITV・KUTV。そのうち、本局・ATV・KUTVは、アナログ親局のチャンネルが38チャンネルであった。
6. ↑  TBS系列以外で『6』はテレビ朝日系列局の3局のみ。テレ朝系準キー局のABCテレビが大阪親局アナログチャンネルの『6』を踏襲した他、メ～テレとHTBは先発他局が親局アナログチャンネルの『5』を踏襲したことに伴いABC合わせの『6』を選択している。
7. ↑  例：山口県西南部（≒福岡県近く）ではKBC九州朝日放送（山口県での3桁が、01*-0になるNHK山口のGがポジション1、01*-1になる九州朝日放送がポジション6。JCOM下関も同様）、岩国市旧市域・和木町（≒広島県近く）ではNHK広島G（山口県での3桁が、01*-0になるNHK山口Gがポジション1、01*-1になるNHK広島Gがポジション6。アイ・キャンも岩国市旧市域と和木町に限り同様）、島根県近くではBSS山陰放送（そのまま）、愛媛県近くではあいテレビ（そのまま）。JCOM下関、アイ・キャン両社を除く在山CATV各局で6は空いている
8. ↑  かつてオープニングやクロージングでチャンネル表示をしていた時代は、「山口」ではなく「防府」と表示していた。初期には「山口鴻ノ峯」を「山口」と表示していた時代もある（のちに「山口鴻ノ峯」に変更）。
9. ↑  アナアナ変更前は20ch
10. ↑  アナアナ変更前は42ch（100W）
11. ↑  アナアナ変更前は22ch
12. ↑  当時テレビ山口代表取締役社長
13. ↑  当時宇部興産代表取締役社長
14. ↑  テレビ山口二十年史などでは「トリプルネット」とも表記される。
15. ↑  開局時に制定されたステーションソング。1990年代まではIDとしても使用された。2003年10月6日 - 2005年3月27日にはクロージング映像のBGMとしても使用。
16. ↑  FNSホームページ 『FNSのあゆみ』 では「1990年3月31日に離脱」と記述
17. ↑  ただし当時JNNに昼間のスポットニュースが設定されなかったことによる例外処置として、1982年3月まで産業経済新聞社配給番組に準じた扱いで「サンケイ奥さまニュースFNN」を「奥さまニュース」というタイトルに差し替えて放送していたこともあった。
18. ↑  1987年10月より『JNNニュース22プライムタイム』として放送。
19. ↑  これは1986年9月の岡山放送に対する措置に続く2例目である[20]。
20. ↑  但しフジネットワーク (FNS) 側では、テレビ山口のFNS離脱（脱退）を「1990年（平成2年）」としている[22]。
21. ↑  FNS加盟各局の共同制作による『FNSの日』は申し入れのあった1987年からスタートしている（テレビ山口は当初より不参加）。
22. ↑  『山口放送三十年史』より。これは当時フジテレビが山口放送の上位株主になるほどの資本関係があったことに加え、『プロ野球ニュース』などといったテレビ山口の編成上の都合でネット出来なかったフジテレビ系列番組のネット受けも行ったり、フジテレビの社長・会長を務めた浅野賢澄が山口放送の社外取締役を務めるなど、山口放送とも関係が深かったためである。なお、ラジオ部門は開局当時からニッポン放送との関係が強く、フジサンケイグループとの結びつきもそれなりの強さをもっている。
23. ↑  同じ大阪に本社を置く毎日放送制作のワイドショー。
24. ↑  この時、テレビ山口での同枠でのネットが終了し、フジテレビ系列非加盟局での同枠のネットがすべて終了した（四国放送も同時期に終了）。
25. ↑  本放送終了後に放送された。
26. ↑  この番組の後番組である『やりすぎコージー』は、yabで放送された。
27. ↑  『機動戦士ガンダムSEED』以降の毎日放送制作のガンダムシリーズもtysで放送（ただし、『機動戦士ガンダムUC RE:0096』はyabで放送。『ガンダム Gのレコンギスタ』は県内未放送。）。